# One Too Many
One Too Many er en amerikansk stumfilm fra 1916 af Will Louis.

## Medvirkende
- Oliver Hardy som Plump
- Billy Ruge som Runt
- Billy Bletcher
- Joe Cohen
- Edna Reynolds som Newlywed